# Suspense (série télévisée)
Pour les articles homonymes, voir Suspense (homonymie).

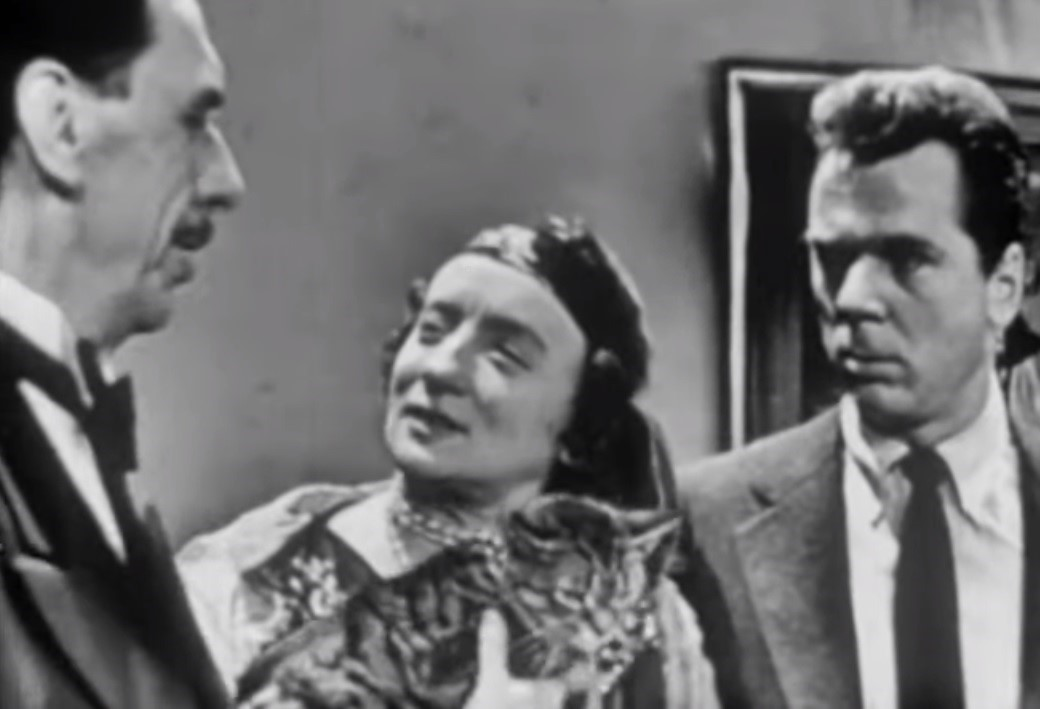
Philip Tonge, Mildred Natwick et Jackie Cooper (de g. à d.), dans l'épisode Murderers' Meeting (1951)

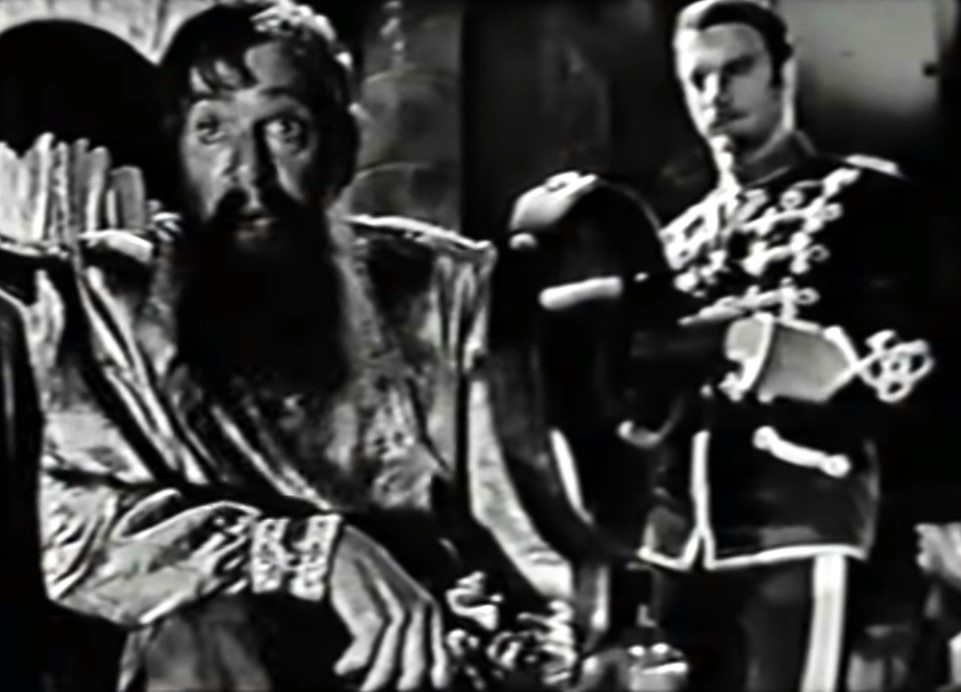
Boris Karloff personnifiant Raspoutine et Leslie Nielsen, dans l'épisode The Black Prophet (1953)

Suspense (titre original) est une série-anthologie américaine en six saisons et deux-cent-soixante épisodes, diffusée originellement de 1949 à 1954.

## Synopsis
Chaque épisode a un synopsis différent, selon le principe de la série-anthologie.

## Fiche technique
- Titre original : Suspense
- Réalisateurs : Robert Stevens (145 épisodes, 1949-1954), Robert Mulligan (31 épisodes, 1952-1954), John Peyser (2 épisodes, 1949-1950), Byron Paul (1 épisode, 1953) et Lela Swift (1 épisode, 1953)
- Scénario : divers auteurs, dont Robert Stevens et Reginald Denham
- Musique : divers compositeurs, dont Bernard Herrmann (thème)
- Producteurs : divers, dont Robert Stevens
- Série-anthologie en noir et blanc produite par CBS
- Dates de diffusion originale ( États-Unis) : 
  - Premier épisode (pilote, Good Bye New York) : 6 janvier 1949
  - Dernier épisode (Barn Burning) : 17 août 1954

## Distribution (sélection)
(par nombre d'épisodes et ordre alphabétique)

### Plusieurs épisodes
- Mildred Natwick (11 épisodes, 1949-1954)
- Edgar Stehli (9 épisodes, 1949-1952)
- Royal Dano (8 épisodes, 1949-1954)
- Eileen Heckart (8 épisodes, 1949-1952)
- Russell Collins (7 épisodes, 1949-1952)
- Brian Keith (7 épisodes, 1952)
- Boris Karloff (6 épisodes, 1949-1953)
- Cloris Leachman (6 épisodes, 1951-1952)
- Arnold Moss (6 épisodes, 1950-1953)
- Leslie Nielsen (6 épisodes, 1950-1953)
- Olive Deering (5 épisodes, 1951-1952)
- Nina Foch (5 épisodes, 1949-1954)
- E.G. Marshall (5 épisodes, 1950-1954)
- Maria Riva (5 épisodes, 1951-1954)
- Walter Slezak (5 épisodes, 1950-1951)
- Pat Hingle (4 épisodes, 1951-1954)
- Jackie Cooper (3 épisodes, 1951-1952)
- Hume Cronyn (3 épisodes, 1949-1950)
- Eva Gabor (3 épisodes, 1951-1953)
- Henry Hull (3 épisodes, 1951-1952)
- Rod Steiger (3 épisodes, 1952-1953)
- Dana Wynter (3 épisodes, 1953-1954)
- Anne Bancroft (2 épisodes, 1951)
- Herbert Berghof (2 épisodes, 1952-1953)
- Romney Brent (2 épisodes, 1949-1952)
- Claude Dauphin (2 épisodes, 1952-1953)
- Isobel Elsom (2 épisodes, 1952)
- Cedric Hardwicke (2 épisodes, 1953)
- Signe Hasso (2 épisodes, 1951-1952)
- Charlton Heston (2 épisodes, 1949-1951)
- Lee Marvin (2 épisodes, 1950-1953)
- Thomas Mitchell (2 épisodes, 1952)
- Jack Palance (2 épisodes, 1953)
- Basil Rathbone (2 épisodes, 1951-1953)
- Franchot Tone (2 épisodes, 1950-1952)

### Un épisode

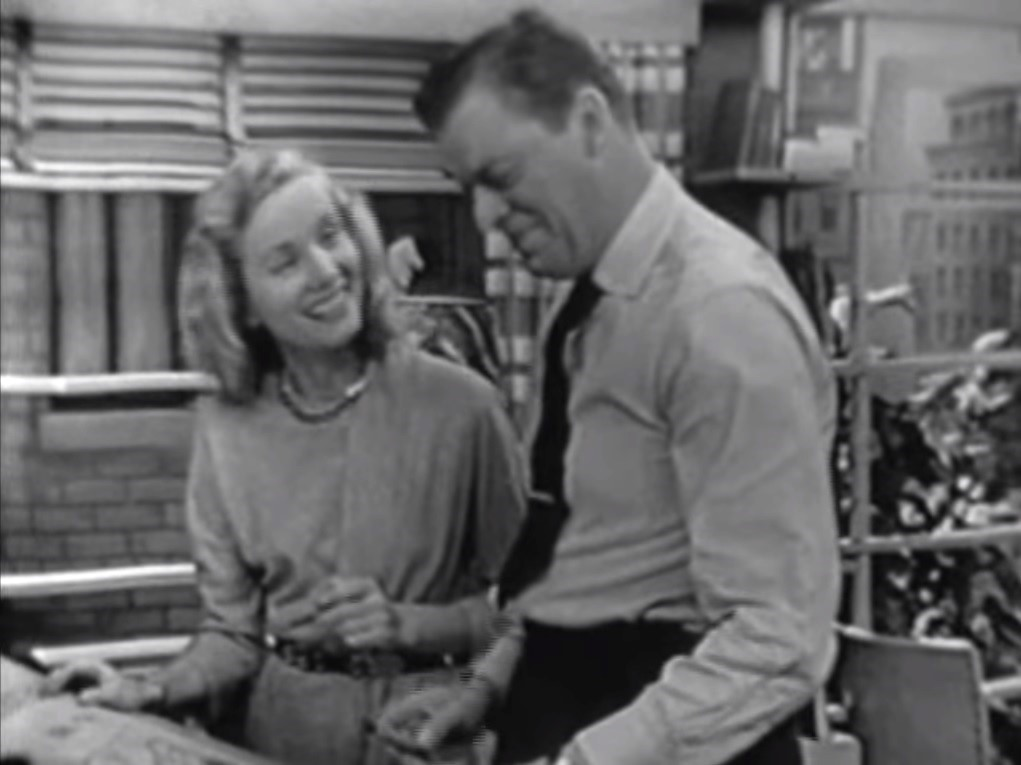
Eva Marie Saint et Donald Briggs, dans l'épisode The Comic Strip Murder (1949)

- Annabella (épisode Diamonds in the Sky, 1954)
- Joan Blondell (épisode Vacancy for Death, 1953)
- Lloyd Bridges (épisode Her Last Aventure, 1952)
- Denholm Elliott (épisode Margin for Safety, 1951)
- Anne Francis (épisode Dr. Violet, 1949)
- Kim Hunter (épisode Man in the House, 1949)
- Grace Kelly (épisode Fifty Beautiful Girls, 1952)
- Jack Lemmon (épisode The Gray Helmet, 1949)
- Peter Lorre (épisode The Tortured Hand, 1952)
- Bela Lugosi (épisode A Cask of Amontillado, 1949)
- Walter Matthau (épisode F.O.B. Vienna, 1953)
- Paul Newman (épisode Woman in Love, 1952)
- Christopher Plummer (épisode The Riddle of Mayerling, 1953)
- Otto Preminger (épisode Operation: Barracuda, 1954)
- Eva Marie Saint (épisode The Comic Strip Murder, 1949)
- Martha Scott (épisode The Sister, 1953)
- Torin Thatcher (épisode Six to One, 1950)

## Épisodes
Voir détails sur l'IMDb.